# Liparis sambiranoensis
Liparis sambiranoensis är en orkidéart som beskrevs av Rudolf Schlechter. Liparis sambiranoensis ingår i släktet gulyxnen, och familjen orkidéer. Inga underarter finns listade i Catalogue of Life.